# Georgette Coste-Venitien
Pour les articles homonymes, voir Coste et Venitien.
Georgette Coste-Venitien, née le 3 juillet 1925 à Nice et morte le 16 octobre 2009 à Grasse, était une ancienne internationale française de basket-ball. Elle a également été sélectionneur de l'Équipe de France féminine.

## Club

### Carrière joueuse
- 1946-1947 :  US Métro
- Linnet's Saint-Maur

### Carrière entraîneuse
- Linnet's Saint-Maur
- 1958-1966 : Équipe de France féminine

## Palmarès

### Club
compétitions nationales 
- Championne de France 1947

### Sélection nationale
- Début en Équipe de France le 13 septembre 1947 contre la Belgique à Bruxelles
- Dernière sélection le 5 juin 1948 contre la Suisse à Strasbourg

## Distinction personnelle
- élue à l'Académie du basket-ball français en 2008[2]
- Médaille d'honneur de la Jeunesse et des Sports : 1953
- Médaille de la Fédération française de basket-ball: 1963